# 알 카이올라
알 카이올라(Al Caiola, 1920년 9월 7일 ~ 2016년 11월 9일)는 스튜디오 음악가로 제1급으로 꼽히는 기타 주자이다. 뉴저지주에서 태어났으며 뉴욕시의 CBS 방송국에서 활약, 1955년부터 유고 윈터할터, 파시 페이스, 안드레 코스텔라네츠 악단 등에 참가하였다. 1958년부터 자기의 솔로를 중심으로 한 레코드 제작에 힘을 써 파퓰러한 존재가 되었다. 뿐만 아니라 많은 가수의 훌륭한 반주로도 유명하다.